# Хелга Бејер
Хелга Бејер (Бреслау, 4. мај 1920 ― Фирстенберг, 1941) била је немачки борац отпора.

## Биографија
Рођена је 4. маја 1920. у Бреслау. Имала је сестру Урсулу која је преживела рат и касније стекла породицу у Америци. Њен отац јеврејског порекла је водио малу, успешну фабрику лампи у Бреслау. 
Са тринаест година је била члан Комунистичке партије Немачке и активна у организацији „Другови, немачко–јеврејско планинарско удружење”. Радила је као курир у немачко–чешкој пограничној области, достављајући вредне информације о извршном комитету Социјалдемократској партији Немачке у егзилу у Бреслау. Помагала је породицама које су се скривале и ухапшеним пријатељима прикупљајући донације. Писала је песме против националсоцијализма.
Ухапшена је и осуђена 28. јануара 1938. на три и по године затвора за велеиздају. Након тога је затворена у концентрационом логору Равензбрик и тамо је касније преминула у двадесет и првој години. Оставила је за собом низ писама која су историјски процењена.